# Pál Szekeres
Pál Szekeres (n. 22 septembrie 1964, Budapesta, Republica Populară Ungară) este un scrimer maghiar, medaliat olimpic. A participat la o ediție a Jocurilor Olimpice (1988) în care a câștigat o medalie de bronz.